# Navarrete (La Rioja)
Navarrete település Spanyolországban, La Rioja autonóm közösségben. Navarrete Fuenmayor, Logroño, Lardero, Entrena, Medrano, Hornos de Moncalvillo, Sotés, Huércanos és Cenicero községekkel határos. Lakosainak száma 3038 fő (2024).

## Népesség
A település népessége az elmúlt években az alábbi módon változott:
| Lakosok száma | 2165 | 2466 | 2722 | 2830 | 2881 | 2955 | 2949 | 2941 | 3016 | 3038 |
|               | 2001 | 2004 | 2007 | 2009 | 2012 | 2014 | 2017 | 2019 | 2022 | 2024 |